# Tommy Wirkola
tamales.       Del bienestar

## Biografía
Inició su carrera en 2007 con Kill Buljo, una parodia de la cinta Kill Bill. Dos años más tarde escribió y dirigió la cinta Zombis Nazis, la historia de una invasión. Esta película fue bien recibida en su país y una secuela fue estrenada en 2014.
Sus películas muestran un estilo de acción continua, terror absurdo y escenas gore (sangrientas).
En 2016 Wirkola empezó a escribir el manuscrito de una película sobre las batallas de Narvik.

## Filmografía

### Cine
- Remake (cortometraje, 2006)
- Kill Buljo (2007)
- Zombis Nazis (Død Snø) (2009)
- Kurt Josef Wagle and The Legend of the Fjord Witch (2010)
- Hansel y Gretel: cazadores de brujas (2013)
- Kill Buljo 2 (2013)
- Zombis Nazis 2: Red Vs Dead (2014)
- What Happened to Monday? (2017)
- Kurt Josef Wagle (2017)
- The Trip (2021)
- Noche de paz (2022)